# Кырлай (парк аттракционов)
«Кырлай» — закрытый парк аттракционов, расположенный в центре Казани на берегу реки Казанки.

## История
Изначально парк аттракционов на правом берегу реки Казанки в Казани получил название «Шурале» — в честь героя татарского фольклора, чьё имя стало нарицательным благодаря поэме Габдуллы Тукая и одноимённому балету на музыку Фарида Яруллина. Торжественная церемония открытия парка состоялась 25 августа 2004 года. В ней принял участие первый Президент Республики Татарстан Минтимер Шаймиев, который посадил молодой кедр, как символ долголетия, мощи и добра. В этот же день начало свою работу колесо обозрения, из кабинок которого открывается вид на Волгу и Казанский кремль.
В 2009 году территория парка была переоборудована, установлены новые итальянские аттракционы, благоустроена зона кафе, а сам парк был переименован в «Кырлай» (в переводе с тат. — «холодный месяц») по названию деревни, где жил и работал Габдулла Тукай.
С конца марта 2022 года начался снос парка. На его месте планировалось построить соборную мечеть, но вскоре от её строительства отказались. «Кырлай» планирует переехать на новое место.

## Описание
Парк «Кырлай» насчитывает свыше 30 аттракционов и развлекательных площадок. На территории парка были расположены кафе, палатки с мороженым и сладкой ватой, сувенирные лавки, контактный зоопарк, фотостудии. В парке регулярно проводились танцевальные и фитнес марафоны, тематические дискотеки, фестивали и другие развлекательные мероприятия.

## Расположение
Парк аттракционов «Кырлай» был расположен на берегу реки Казанки у её пересечения с Кремлёвской дамбой. Добраться до парка можно было на метро до станции «Козья слобода» или на автобусе до остановки «Молодёжный центр».